# Львівський православно-унійний церковний собор 1629
Львівський православно-унійний церковний собор 1629 — зібрання представників духовенства, яке згідно з універсалом польського короля Сигізмунда III Ваза було призначено на 28 жовтня 1629 у Львові. 
Цій події передувала спеціальна політична підготовка. У лютому 1629 на варшавському вальному сеймі група православних шляхетських послів (зокрема Лаврентій Древинський, Михайло Кропивницький), а також представники греко-католицької сторони погодили між собою проект конституції сеймової про спільний собор православних та уніатів. Відповідно до цього проекту планувалося спочатку скликати 9 липня 1629 партикулярні православний і унійний церковні собори (відповідно, в м. Київ та м. Володимир), які мали підготувати ґрунт для генерального собору обох конфесій у Львові 28 жовтня 1629 з тим, щоб урегулювати на ньому церковні православно-унійні суперечності. Ухвалу Львівського церковного собору передбачалося затвердити на черговому 6-тижневому сеймі. 
Однак, цей проект не встиг пройти процедуру сеймового схвалення, що змусило православних шляхетських послів погодитися на скликання узгоджувального собору на підставі королівського універсалу. Проте король Сигізмунд III Ваза істотно ревізував поданий йому на розгляд відповідний проект сеймової ухвали, зокрема, пункт про врегулювання міжконфесійних суперечностей він замінив на пункт про об'єднання православної та унійної церков.
Як і було заплановано, 9 липня 1629 відбулися партикулярні православний і унійний церковні собори. Згідно з рішенням Унійного церковного собору 1629 у Володимирі на Львівський собор прибули митрополит, 8 єпископів, інші представники унійного духовенства. Офіційним представником короля Сигізмунда III Ваза на цьому соборі став князь О.Заславський. Однак учасники Київського православного церковного собору 1629 відмовилися приїхати до Львова. Після цього унійна сторона спробувала залучити до участі у Львівському соборі членів Львівського братства, однак ті відхилили цю пропозицію.
Церковний собор у Львові розпочався 28 жовтня 1629. Через відсутність на ньому православної сторони він, усупереч своїй назві, був, по суті, собором унійної церкви і завершив свою роботу, не виправдавши надій, які на нього покладали король та прихильники об'єднання православної й унійної церков.